# ReFS
ReFS (ang. Resilient File System) – system plików zaimplementowany w systemach operacyjnych Microsoft Windows, dawniej znany pod nazwą kodową Protogon.
Publikacja ReFS miała miejsce wraz z pojawieniem się Windows 8 Beta, a oficjalna premiera nastąpiła razem z systemem Windows Server 2012. ReFS ma być następcą systemu plików NTFS, który początkowo również ukazał się w wersji serwerowej Windows, dokładnie w Windows NT 3.1, a dopiero później został zaadaptowany do wersji desktopowych tego systemu.